# 大龙王巷历史文化街区
大龙王巷历史文化街区位于中国江苏省镇江市润州区，与毗邻的西津渡、伯先路同为镇江城区的三个江苏省历史文化街区之一。
大龙王巷历史文化街区包括镇江老城区西部，大龙王巷、万家巷、节约巷、芦州会馆巷一带，成片的清末民初时期的街坊民居街区，包括一百多座历史建筑，完整保持了棋盘式网状结构的街巷肌理，以及南北过渡、中西交融的建筑风格。保护范围5.3公顷，规划用地面积14.0公顷。。 
2010年，镇江市公布了大龙王巷历史文化街区范围内一批优秀历史建筑。2017年，大龙王巷街区保护范围划定为：南至丰和巷-节约巷-火星庙巷，北至皮坊巷，东至小龙王巷，西至芦州会馆巷，面积4.2公顷。